# Gerber Legendary Blades
Gerber Legendary Blades es un fabricante estadounidense de cuchillos de consumo, multiherramientas y otras herramientas con sede en Tigard, Oregón, Estados Unidos, dentro del área metropolitana de Portland. Actualmente, Gerber es una subdivisión de Fiskars Brands Inc., propiedad de la empresa Fiskars de Finlandia. Gerber fue fundada en 1939 por Pete Gerber.
Gerber fue la primera empresa de producción de cuchillos en colaborar con un fabricante de cuchillos personalizados cuando colaboró con David Murphy.

## Historia

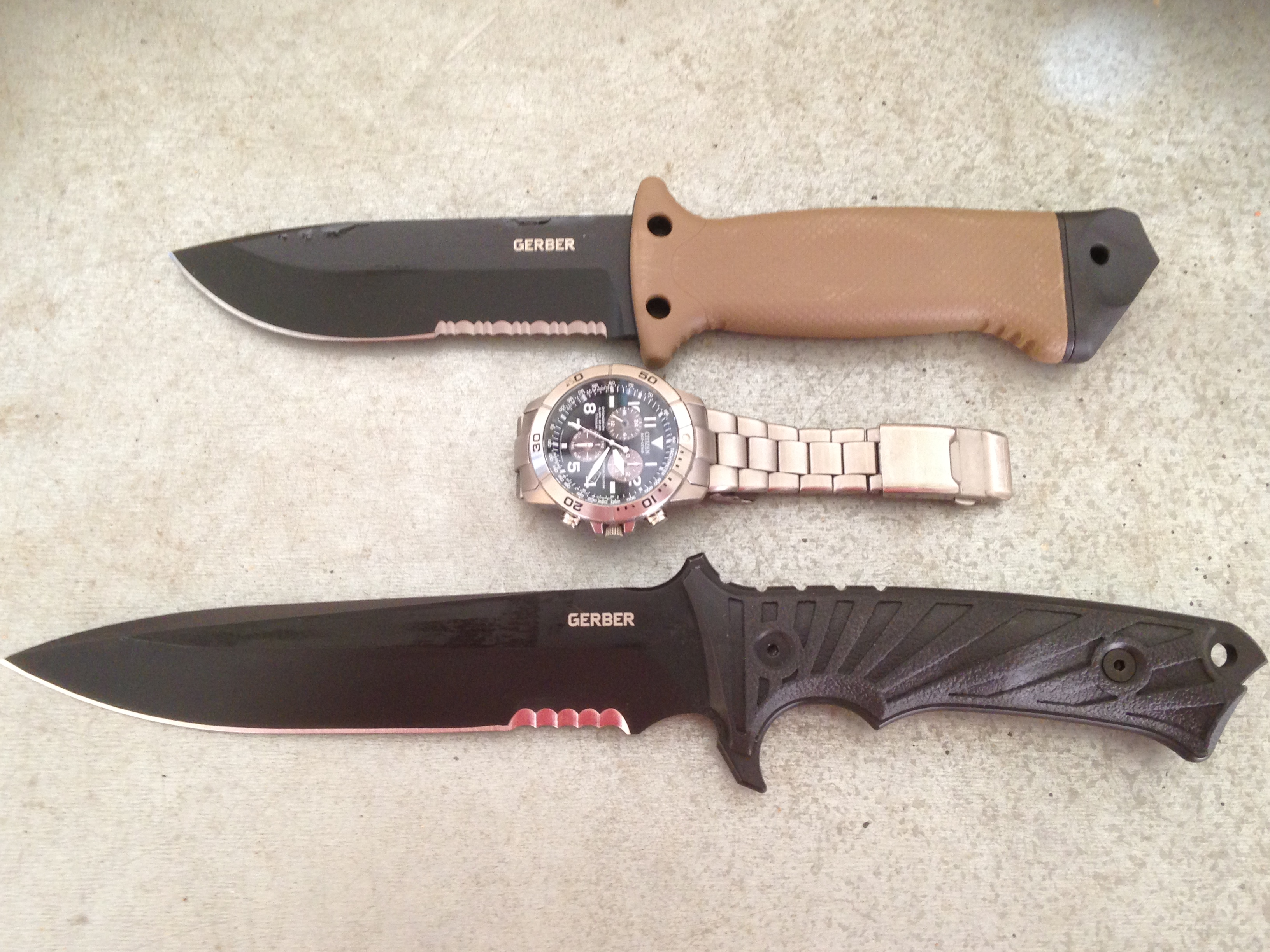
Estos son dos de los cuchillos Gerber más populares. El más pequeño es el Gerber LMF II y el más grande es el cuchillo de funda Gerber LHR

En 1910, la familia Gerber fundó una empresa de publicidad en Portland, Oregón. Mientras trabajaba para el negocio familiar, Joseph Gerber envió por correo veinticuatro juegos de cuchillos de cocina a los clientes durante las vacaciones. Estos cuchillos hechos a mano fueron muy populares, y el minorista de catálogo Abercrombie & Fitch solicitó más de estos cuchillos a Gerber para vender en su catálogo en 1939. Gerber fundó Gerber Legendary Blades ese mismo año.
En 1966, la empresa se trasladó a una nueva sede en Tigard, Oregón. La empresa finlandesa Fiskars compró la empresa privada en 1987.
Chad Vincent fue contratado como director ejecutivo en julio de 2001. En octubre de 2003, la compañía empleaba a trescientas personas, tenía ingresos cercanos a los cien millones de dólares y era el segundo vendedor líder de multiherramientas en los Estados Unidos después de Leatherman, otra empresa con sede en el área de Portland.
En el sitio web de Gerber, afirman ser el «mayor proveedor de cuchillos y multiherramientas para las fuerzas armadas de los Estados Unidos». Varios de sus cuchillos disponibles comercialmente se ajustan a esta afirmación, como el LMF II Infantry, que presenta una espiga parcial en lugar de una completa, aparentemente para evitar descargas eléctricas porque el cuchillo fue diseñado para liberar a los pilotos de aviones derribados.

## Diseños

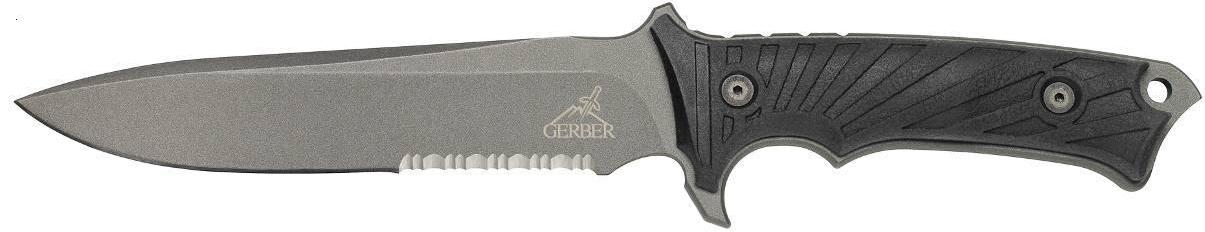
Cuchillo de combate Gerber LHR, diseñado por Matt Larsen, Bill Harsey y Chris Reeve

Los diseñadores que desde entonces han diseñado cuchillos para Gerber incluyen: Bob Loveless, Paul Poehlmann, Blackie Collins, William Harsey Jr., Fred Carter, Rick Hinderer, Brad Parrish, Ernest Emerson y Matt Larsen. Los ex empleados de Gerber que han comenzado sus propias empresas de cuchillos con éxito incluyen Al Mar y Pete Kershaw.
Gerber construyó una línea de cuchillos plegables basada en diseños de Rex Applegate. Bear Grylls también ha ayudado a diseñar y promover una línea de cuchillos y herramientas de supervivencia.

## Modelos

### Cuchillos de hoja fija
Los modelos de cuchillos de hoja fija Gerber incluyen:
- Gerber Guardian: cuchillo de arranque diseñado por el fabricante de cuchillos Bob Loveless Hace más de veinte años[1]
- Gerber Mark II: cuchillo de combate[1]
- Gerber LMF II Infantry
- Gerber 31-001901 Bear Grylls Ultimate Pro
- Gerber 22-41121 Prodigy Survival Knife
- Gerber Blackie Collins Clip-lock Diving Knife: cuchillo de buceo con clip
- Gerber Strongarm
- LMF II ASEK: cuchillo de supervivencia y escape de la tripulación aérea

### Navajas
Los modelos de navajas Gerber incluyen:
- Bear Grylls Folding Sheath Knife
- Flatiron: el único cuchillo Gerber de hoja plegable
- Paraframe: navaja de bolsillo ligera
- Kettlebell: navaja de bolsillo compacta
- Gerber/Emerson Alliance: el primer cuchillo automático fabricado por cualquiera de las compañías se basa en el perfil del diseño anterior del cuchillo Raven de Emerson Knives, Inc. y es un artículo emitido a ciertas unidades militares bajo los NSN (NATO Stock Numbers): 5110 -01-516-3243 y 5110-01-516-3244
- Gerber Gator: Un cuchillo con una empuñadura ergonómica termoplástica moldeada para parecerse a la piel del cocodrilo

### Multiherramientas
Los modelos de multiherramientas Gerber incluyen:
- Center-Drive: multiherramientas conocida por sus alicates de apertura automática y su destornillador
- Suspension Multi-Plier: multiherramienta de apertura de mariposa
- Truss: una herramienta multi abertura de la mariposa y el sucesor de la Suspension Multi-Plier
- Suspension-NXT: multiherramienta de apertura de mariposa y sucesora de la Suspension Multi-Plier